# Ignacy Czerniewski
Ignacy Czerniewski (ur. 2 sierpnia 1882 w Wieliżu, zm. 5 sierpnia 1956 w Krakowie) – polski inżynier, urzędnik kolejowy i pracownik dydaktyczno-naukowy z zakresu kolejnictwa, profesor.

## Życiorys
Urodził się w rodzinie Adama i Michaliny z Malinowskich. Kształcił się początkowo w Prywatnym Gimnazjum Klasycznym w Tukumie w Kurlandii, w 1900 ukończył Gimnazjum w Riazaniu. W latach 1900–1906 był studentem Wydziału Mechanicznego Politechniki Ryskiej którą ukończył z tytułem inżyniera technologa. Po ukończeniu studiów powierzono mu szereg funkcji na Kolei Środkowo Azjatyckiej (Среднеазиатская железная дорога) z siedzibą zarządu w Taszkencie (1906–1918), ostatnio kierownika działu wagonowego. Zatrudniono go w charakterze tłumacza, z jęz. angielskiego na rosyjski i perski, w Ministerstwie Spraw Zagranicznych Afganistanu w Kabulu (1918–1919). Przebywał w obozie dla jeńców cywilnych Belgaum w Indiach Brytyjskich (1919–1920). Po I wojnie światowej podjął kolejne studia, tym razem na Wydziale Budowy Maszyn Wyższej Szkoły Technicznej Wolnego Miasta Gdańska (1921–1926). Podjął pracę w PKP, m.in. jako kierownik działu wagonowego w Dyrekcji Kolei w Gdańsku, komisarz Ministerstwa Kolei Żelaznych RP w Gdańskiej Fabryce Wagonów (Waggonfabrik Danzig), zastępca naczelnika wydziału mechanicznego Dyrekcji Kolei w Gdańsku. W latach 1929–1932 był prezesem Polskiego Klubu Wioślarskiego w Gdańsku.
Pełnił funkcję zastępcy dyrektora Dyrekcji Kolei w Gdańsku, Toruniu, i Radomiu (1934-1936), dyr. Dyrekcji Kolei w Krakowie (1936–1939), i Poznaniu (1939).
W czasie okupacji pracował jako robotnik drogowy i leśny.
Po wojnie ponownie pełnił funkcję dyrektora Dyrekcji Kolei w Krakowie (1945), skąd przeszedł do pracy dydaktyczno-naukowej w Akademii Górniczej w Krakowie, następnie Politechnice Krakowskiej (prof., kier. katedry, dziekan).
Zmarł w Krakowie, pochowany na cmentarzu Rakowickim (kwatera XXXIX-zach-21 ostatni).

## Ordery i odznaczenia
- Krzyż Oficerski Orderu Odrodzenia Polski[3]
- Złoty Krzyż Zasługi (dwukrotnie: 1935[4], 11 lipca 1948[5])
- Medal 10-lecia Polski Ludowej (15 stycznia 1955)[6]

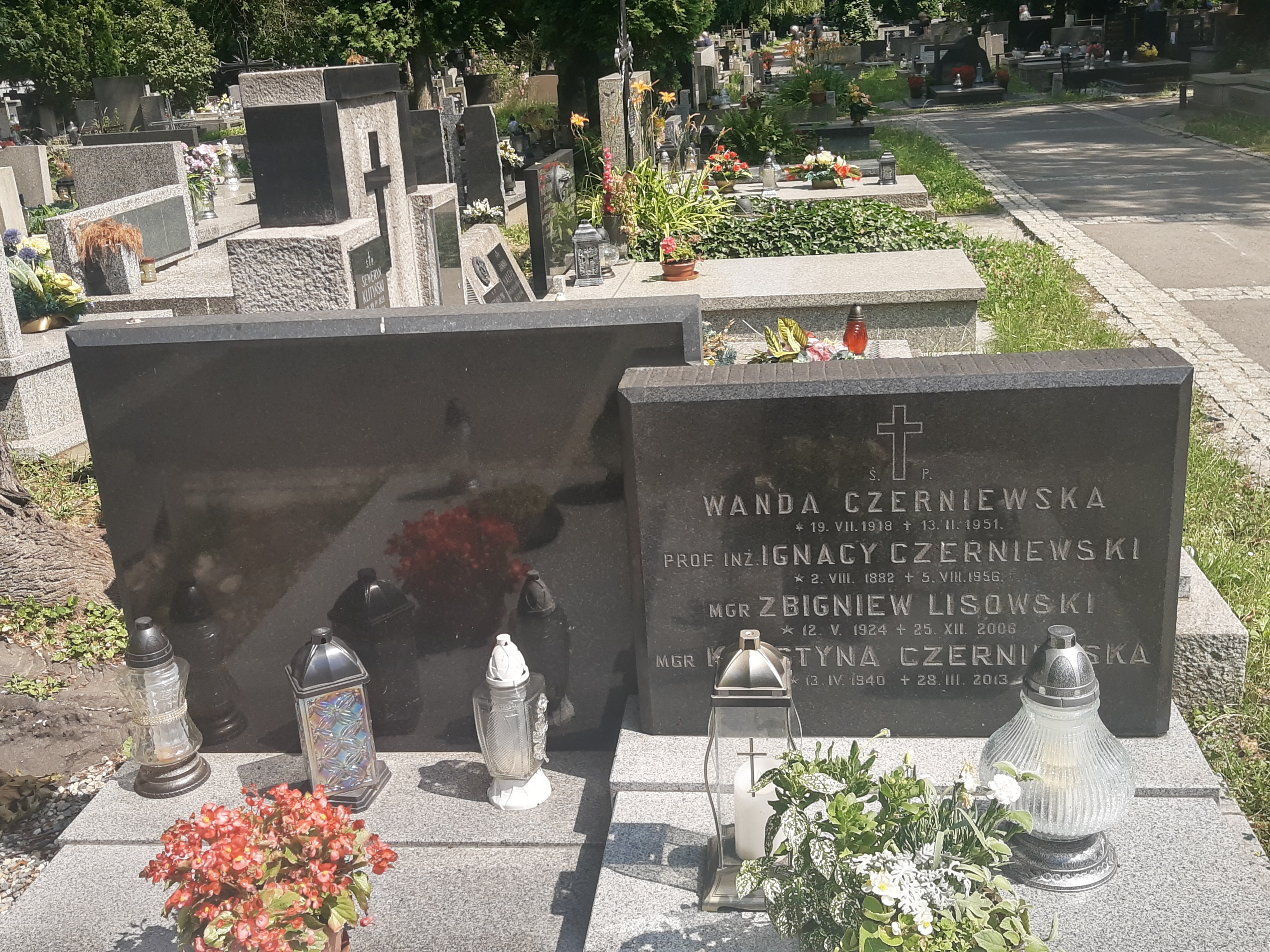
Grób prof. Ignacego Czerniewskiego na cmentarzu Rakowickim w Krakowie